# Sly 3: L'onore dei ladri
Sly 3: L'onore dei ladri (Sly 3: Honor Among Thieves) è un videogioco per PlayStation 2, prodotto dalla Sucker Punch e distribuito da Sony nel 2005, sequel di Sly Raccoon e Sly 2: La banda dei ladri e terzo capitolo della serie. L'episodio si distingue dagli altri della serie per la presenza di livelli in 3D, giocabili con degli appositi occhiali. Il 27 marzo 2013 è uscito il seguito del gioco, Sly Cooper: Ladri nel Tempo, primo capitolo della saga designato per PlayStation 3.

## Trama
Sly, accompagnato dalla sua banda composta da Bentley, Murray e altri quattro individui, cerca di entrare in un caveau appartenente alla sua famiglia, dove sono custoditi tutti i bottini trafugati nei secoli dal clan Cooper. Viene però ostacolato dal Dottor M., uno scienziato pazzo che domina l'isola dove è nascosto il caveau. M, al comando di un mostro gigantesco, tenta di uccidere Bentley, ma Sly interviene, lanciandogli contro il suo bastone, che si incastra nelle fauci del mostro: questo scaglia via il bastone e cattura Sly, apprestandosi a stritolarlo. Sly, imprigionato, ha un flashback della sua vita, e rivive i fatti che hanno portato alla scoperta del caveau e alla formazione della nuova banda.
Dopo che McSweeny, un tricheco che era stato compagno di avventure di suo padre, gli rivela dell'esistenza del tesoro dei Cooper, Sly comprende che per assaltare la fortezza di M ha bisogno di una banda di ladri di prim'ordine. Decide di iniziare convincendo Murray, che aveva abbandonato Sly e Bentley dopo che quest'ultimo rimase ferito nello scontro con Clock-La ritenendosi responsabile, a tornare in squadra. I due scoprono che Murray aveva iniziato un percorso spirituale come allievo di uno Sciamano australiano, e che questi gli aveva affidato la missione di rendere "pura l'acqua nera": Bentley associa questa missione a don Ottavio, un boss malavitoso che stava inondando i canali di Venezia con del catrame: qui incontrano Dimitri, ex membro della banda Klaww, che aiuta Sly a rintracciare Murray in cambio della liberazione dalla prigione in cui è rinchiuso. Sconfitto Ottavio nonostante gli interventi dell'ispettrice Carmelita Fox, Murray chiede ai due compagni di poter andare in Australia per chiedere allo Sciamano di interrompere il suo addestramento, rivelando anche alcuni dei poteri che il suo maestro possiede, quali la capacità di trasformarsi e di manipolare la mente: Sly decide di chiedere allo Sciamano di unirsi alla banda, in cambio della liberazione del luogo da dei minatori di opali che lo avevano occupato e della distruzione della Maschera della Terra Oscura, una maschera maledetta che i minatori avevano inavvertitamente risvegliato.
In seguito Bentley si rende conto della necessità di un esperto meccanico per l'assalto alla fortezza, e la sua scelta cade su Penelope, una topolina conosciuta online per la quale si prende una cotta: Penelope chiede loro però di mostrare le proprie abilità sconfiggendo il suo superiore, il Barone Nero, in una gara di volo. Giunti nei Paesi Bassi per la gara, Sly incontra nuovamente Dimitri che, in cambio di alcune informazioni, si fa promettere un favore. Sconfitto il Barone scoprono che questi era Penelope stessa, travestitasi per aggirare i limiti di età della gara. In seguito, Bentley inizia a ritenere necessario anche un esperto demolitore e propone il nome di Panda King, membro del Quintetto Diabolico, il gruppo di criminali che avevano ucciso il padre di Sly: a causa di ciò il procione è restio a chiedergli di unirsi alla banda, ma poi scopre che ha rinunciato al crimine e si è ritirato in una vita di meditazione. Panda King, superati i dissapori con Sly, accetta l'invito ma chiede in cambio la liberazione della figlia dalle grinfie di Tsao, un potente generale esperto di magia oscura. Sconfitto, il generale viene poi arrestato da Carmelita. Terminata la missione in Cina, il gruppo viene contattato da Dimitri, intenzionato a riscuotere il favore che gli dovevano: chiede loro, infatti, di recuperare l'attrezzatura da sommozzatore di suo nonno, pioniere delle immersioni, rubatagli anni addietro da un pirata, Macchia Nera Pete. Rintracciato l'anziano capitano, scoprono che la mappa per il luogo dove aveva nascosto il bottino gli è stata rubata da un altro pirata, capitan LeFwee. Dopo aver recuperato la mappa la banda trova l'attrezzatura di Dimitri, ma LeFwee riesce a rapire Penelope. Per salvarla assaltano il covo del pirata, sconfiggendolo e guadagnando così l'ingresso di Dimitri nella banda come sommozzatore.
Terminato il flashback, Sly comprende che gran parte delle loro missioni passate non sarebbe riuscita senza l'aiuto, volontario o meno, di Carmelita: in quel momento lei stessa giunge sull'isola e salva Sly dalle grinfie del mostro e M, temporaneamente sconfitto, inizia a dedicarsi alla ricerca del bastone di Sly, necessario per aprire il caveau. Recuperato Sly la banda prova a fermare M, distruggendo le difese della fortezza e recuperando il bastone. Sly può quindi entrare nel caveau, dove rivive l'intera storia del clan Cooper giungendo nella stanza del tesoro: qui incontra M, appena sfuggito a Bentley e Murray, che gli rivela di essere stato anch'egli complice di suo padre assieme a McSweeny. Intenzionato ad ottenere il tesoro dei Cooper ingaggia battaglia con Sly, ma viene sconfitto al giungere di Carmelita: Sly sembra aver subito un'amnesia dopo aver ricevuto un colpo in testa durante lo scontro, e Carmelita ne approfitta facendogli credere di essere il suo partner nella polizia, l'"agente Cooper". A quel punto la caverna inizia a crollare e, mentre Sly e Carmelita fuggono, M resta nel caveau in preda all'avidità rimanendo sepolto dalle macerie. A seguito della fuga di Sly il resto della banda si divide, approfittando del fatto che il procione era riuscito a indicare loro l'ingresso alla grotta contenente il favoloso bottino: Murray diventa pilota nei demolition derby, Panda King torna dalla figlia, Dimitri fa fortuna cacciando tesori sommersi e lo Sciamano si trasferisce a New York, diventando la guida spirituale di una nota band. Nel frattempo, in un vecchio rifugio a Parigi della banda, Bentley e Penelope creano un nuovo caveau, in cui sono conservati i bottini conquistati dalla banda e Bentley rivela di star progettando una macchina del tempo.
Nella scena finale, Bentley osserva da lontano Carmelita e Sly durante un appuntamento: Sly, notandolo, gli ammicca, facendo intendere di aver solamente finto la sua amnesia.

## Personaggi

### La Banda Cooper
- Sly Cooper - Il leader della banda; ora si trova davanti all'impresa più importante della sua vita: entrare nel Caveau dei Cooper. È un procione.

Doppiato da: Kevin Miller (ed. inglese), Luca Bottale (ed. italiana)
- Bentley - La mente della banda; ora dovrà cavarsela sulla sedia a rotelle, ma la situazione non sembra preoccuparlo: infatti, ora dispone di molte più abilità di prima. È una testuggine.

Doppiato da: Matt Olsen (ed. inglese), Riccardo Peroni (ed. italiana)
- Murray - Il braccio del gruppo; si sentirà molto in colpa per l'incidente a Bentley, ma poi il suo ritorno si rivelerà prezioso per la squadra. È un ippopotamo.

Doppiato da: Chris Murphy (ed. inglese), Riccardo Rovatti (ed. italiana)
- Lo sciamano - Il mentore spirituale di Murray; sarà molto utile al gruppo grazie alle sue abilità della manipolazione mentale. È un koala australiano.

Doppiato da: Terry Rose (ed. inglese)
- Penelope -  Una ragazza molto intelligente, che farà innamorare Bentley. Diventa il Barone Nero per poter dimostrare le sue capacità, ma il suo ingresso in squadra sarà inevitabile e prezioso. È un topo.

Doppiata da: Annette Toutonghi (ed. inglese), Monica Pariante (ed. italiana)
- Panda King - Ex membro del Quintetto Diabolico e nemico di Sly incontrato in Sly Raccoon; rimane distrutto dal rapimento della figlia, ma grazie alla Banda Cooper ritroverà il suo spirito combattivo. È un panda.

Doppiato da: Kevin Blackton (ed. inglese), Oliviero Corbetta (ed. italiana)
- Dimitri - Criminale parigino incontrato in Sly 2: La banda dei ladri, viene liberato da Sly dalla prigione a Venezia e si rivelerà utile al gruppo grazie alle sue abilità di sommozzatore. È una iguana.

Doppiato da: David Scully (ed. inglese), Aldo Stella (ed. italiana)

### Polizia
- Carmelita Fox - La detective preferita di Sly; sarà sempre presente nell'avventura salvando, alla fine, la vita del protagonista e riuscirà a far diventare Sly un ispettore di polizia, anche se poi in Sly Cooper: Ladri nel Tempo torna a fare il ladro. È una volpe.

Doppiata da: Ruth Livier (ed. inglese), Dania Cericola (ed. italiana)

### I nemici
- Don Ottavio - Boss della mafia veneziana. Cantante lirico molto famoso, stava raggiungendo l'apice della sua carriera quando, improvvisamente, i gusti musicali cambiarono e tutti si dimenticarono di lui. Per vendicarsi, si riunì con pochi fan criminali per seminare il panico a Venezia. È un leone.

Doppiato da: David Scully (ed. inglese), Marco Balzarotti (ed. italiana)
- La maschera della Terra Oscura - Sarà lei a dare i principali problemi alla Banda Cooper nella zona mineraria australiana, dove accidentalmente sarà liberata dai minatori.

- Barone Nero - Questo misterioso personaggio è il principale problema che impedirà a Penelope di unirsi al gruppo, salvo poi scoprire che sarà proprio lei, travestita, per potersi fare un nome nelle gare di combattimenti aerei.

Doppiato da: Loren Hoskins (ed. inglese), Diego Sabre (ed. italiana)
- Generale Tsao - Il malvagio guerriero rapirà Jin King per sposarla, così da aumentare il suo prestigio. Vanta una famiglia di guerrieri importanti e famosi per l'uso di arti oscure. È un gallo.

Doppiato da: Leo Chin (ed. inglese), Aldo Stella (ed. italiana)
- LeFwee - Questo pirata si guadagnerà una grande fama tra i tagliagole dell'ultima cittadina pirata esistente. È in possesso di una mappa del tesoro rubata anni prima da un altro pirata, "Macchia Nera" Pete. Tale mappa apparteneva, in precedenza, al nonno di Dimitri, René Lusteau. È un pappagallo.

Doppiato da: David Scully (ed. inglese), Marco Balzarotti (ed. italiana)
- Dottor M - Antagonista principale del gioco. Questo malvagio scienziato faceva parte della banda del padre di Sly, quando era ancora vivo. Geloso delle ricchezze accumulate dai Cooper, tentò, alla morte del suo amico, di entrare nel caveau, senza mai sapere che la vera "chiave" era il bastone di Sly. È un mandrillo.

Doppiato da: Rick May (ed. inglese), Diego Sabre (ed. italiana)

## Location
- Preludio: L'inizio della fine;

Sly tenta di entrare nel caveau, ma viene catturato dal Dottor M. In punto di morte, ripensa a tutto ciò che ha fatto nel corso degli anni.
- Episodio 1: Paura lirica;

Sly e Bentley raggiungono Venezia per aiutare Murray nell'intento di liberare la città dal malvagio cantante lirico Don Ottavio.
- Episodio 2: Rissa agli antipodi;

La banda si reca in Australia per liberare lo Sciamano, maestro spirituale di Murray, catturato dai minatori abusivi del luogo.
- Episodio 3: Sulle ali della fantasia;

Sly e la sua banda volano nei Paesi Bassi per sfidare il Barone Nero e cercare l'aiuto di Penelope.
- Episodio 4: Una fredda alleanza;

La banda arriva in Cina per salvare Jin King (la figlia del loro vecchio nemico Panda King) dal temibile Generale Tsao.
- Episodio 5: I morti non raccontano favole;

Il gruppo deve riscuotere un debito con Dimitri, che chiede di recuperare un tesoro perduto appartenente alla sua famiglia.
- Episodio 6: L'onore dei ladri

Sly, insieme a tutto il gruppo, raggiunge l'isola di Kaine, dove si trova il caveau della sua famiglia, e affronta il Dottor M per prendersi ciò che gli spetta di diritto.

## Sala del Pericolo
I comandi, a differenza degli altri capitoli, non verranno appresi direttamente sul campo: vi saranno, infatti, alcuni livelli extra, svolti in una sala definita Sala del Pericolo (presumibilmente una sezione del rifugio di Venezia), nei quali si potranno svolgere degli addestramenti atti ad apprendere i movimenti base dei tre personaggi principali. In totale sono tre:
- Uno obbligatorio, subito dopo il prologo: qui si controllerà solamente Sly, e si apprenderanno i movimenti di base (movimento, salto e tecniche di base di Sly).
- Uno facoltativo, dopo la missione di preparazione di Venezia: si controlleranno sia Sly (azioni di furto, fuga, combattimento e ricognizione) che Bentley (azioni di furto, combattimento e tecniche di base).
- Uno facoltativo, dopo il filmato di introduzione del secondo livello: si controllerà solamente Murray (azioni di furto, combattimento e tecniche di base).

Alcuni allenamenti, quelli dei comandi comuni ai tre personaggi, saranno svolti solo da Sly.

## Funzionalità 3D
Il titolo, a differenza dei suoi predecessori, è dotato di una funzionalità 3D che permette di giocare tutto il gioco in 3D o in 2D (cioè senza effetto 3D). È possibile completare il gioco in 3D utilizzando gli appositi occhialetti speciali in 3D (per 3 persone).
Inoltre è presente un capitolo extra ambientato tra il 3 e il 4 chiamato La Terza Dimensione ambientato in Giappone, quest'ultimo completamente dedicato alla nuova funzionalità. La Terza Dimensione è anche l'unico capitolo a non essere suddiviso in missioni.

## Sequel
All'E3 2011 venne annunciato per il 2012 un seguito vero e proprio, intitolato Sly Cooper: Ladri nel Tempo, il quale fu pubblicato nel marzo 2013.

## Differenze con i capitoli precedenti
- In questo terzo capitolo, si potranno rigiocare le missioni, a differenza del secondo capitolo.
- Per la prima volta, si uniscono altri personaggi alla banda Cooper, tra cui vecchie conoscenze.
- C'è la possibilità di utilizzare vari personaggi, non appartenuti alla Banda Cooper in precedenza, per portare a termine determinate missioni. Tra questi personaggi ci sono: Carmelita Fox, Panda King e Dimitri.
- I pugni di Murray, in Sly 2, riuscivano a uccidere quasi tutti i nemici con soli 2 colpi. In Sly 3, invece, ne servono 4-5.
- In questo episodio, oltre a Sly, potranno derubare le guardie anche Bentley e Murray.
- I nemici non sono legati tra di loro, a differenza dei precedenti boss.
- Le location non sono costruite intorno ad un singolo edificio principale, al contrario di quanto accadeva nel capitolo precedente.

## Colonna sonora
La colonna sonora è stata composta da Peter McConnell.

## Altre versioni
Sly 3: L'onore dei ladri compare, insieme a Sly Raccoon e Sly 2: La banda dei ladri, nella versione rimasterizzata in alta definizione della trilogia per PlayStation 3 e PlayStation Vita, chiamata The Sly Trilogy, con l'aggiunta di trofei e minigiochi.